# 孔布勒
孔布勒（法語：Combles，法語發音：[kɔ̃bl] ⓘ）是法国上法兰西大区索姆省的一个市镇，属于佩罗讷区。

## 地理
孔布勒（50°0'34"N, 2°51'56"E）面积9.87 平方千米，位于法国上法蘭西大區索姆省，该省份为法国北部沿海省份，北起加来海峡省和北部省，西接滨海塞纳省和大西洋英吉利海峡，南至瓦兹省，东临埃纳省。
与孔布勒接壤的市镇（或旧市镇、城区）包括：莫尔瓦勒、然希、莫尔帕、朗库尔、萨伊-萨伊塞勒。

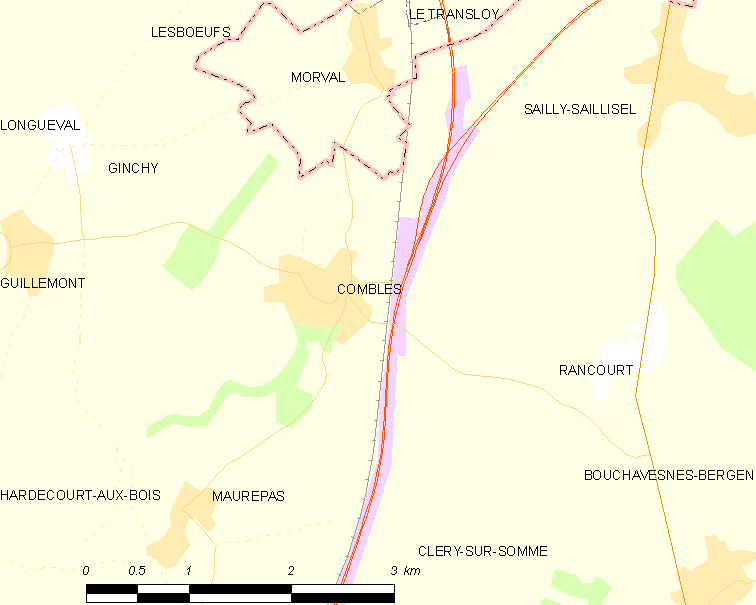
孔布勒的OSM定位图

孔布勒的时区为UTC+01:00、UTC+02:00（夏令时）。

## 行政
孔布勒的邮政编码为80360，INSEE市镇编码为80204。

## 政治
孔布勒所属的省级选区为佩罗讷县。

## 人口

1962-2008年间孔布勒人口变化图示

孔布勒于2022年1月1日时的人口数量为751人。